# Albert von Keller

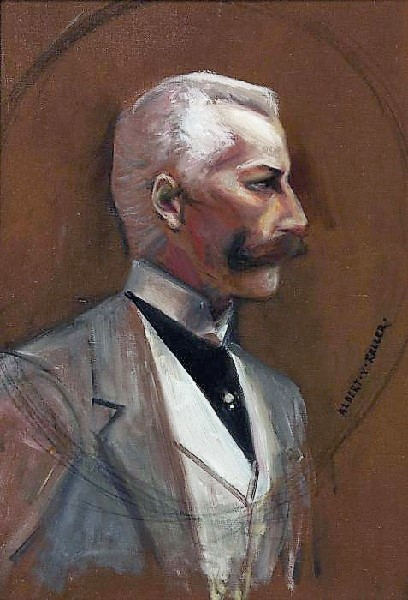
Albert von Keller, zelfportret(?)

Albert von Keller (Gais, 27 april 1844 – München, 14 juli 1920) was een Zwitsers kunstschilder.

## Leven en werk

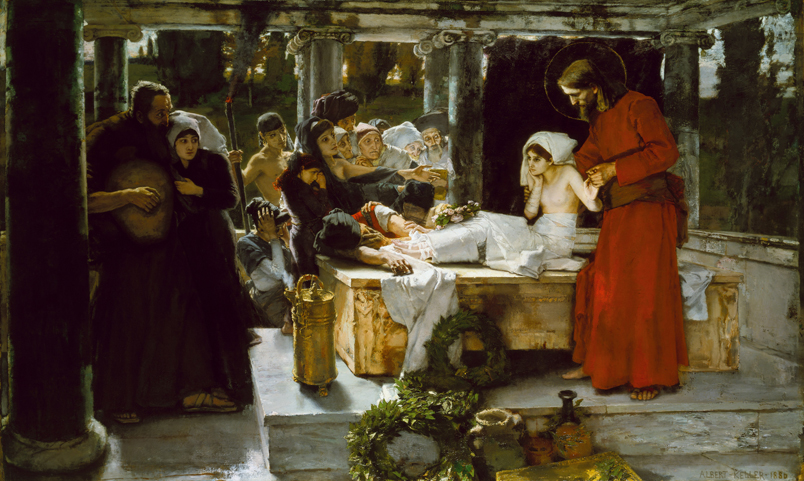
Die Erweckung der Tochter des Jairus, 1886

Von Keller werd geboren in Zwitserland maar verhuisde in 1854 met zijn familie naar München, waar hij rechten ging studeren. Hij werd echter vooral aangetrokken door de schilderkunst en in 1865 schreef hij zich dan ook in bij de ‘Academie voor Beeldende Kunsten’ te München. Daar studeerde hij onder Arthur van Ramberg en Franz von Lenbach. Vervolgens reisde hij door Italië, Engeland, Nederland en Frankrijk om zijn techniek verder te verfijnen. In de jaren 1880 woonde hij lange tijd in Parijs, waar hij sterk werd beïnvloed door de heersende vernieuwingsgeest in de kunstwereld.
In 1892 werd Von Keller lid van de avant-gardistische Münchner Secession. Na aanvankelijk veel mythologische en religieuze onderwerpen te hebben geschilderd, in classicistische stijl, ontwikkelde zijn stijl zich vanaf 1890 onder invloed van Hans Makart en Arnold Böcklin richting impressionisme, met symbolistische en modernistische tendensen. Von Keller geldt vooral als een vooraanstaand colorist. Zijn thema’s vertonen een voorliefde voor het spirituele, het occulte en soms zelfs het macabere. Daarnaast maakte hij ook naam met genrewerken, interieurscènes en sensuele, vaak estheticistische portretten van dames uit de Belle époque, vaak ook van zijn favoriete model Gisela von Wehner.
Von Keller was lid van het 'Corps Isaria München'. In de jaren voor de Eerste Wereldoorlog genoot hij in Duitsland grote populariteit. Diverse van zijn werken werden gepubliceerd in het kunsttijdschrift Die Jugend. In 1898 werd hij in de adelstand verheven. Hij overleed in 1920, op 76-jarige leeftijd.
Momenteel zijn veel werken van Von Keller te zien in de Neue Pinakothek te München en het Kunsthaus Zürich.

## Galerij

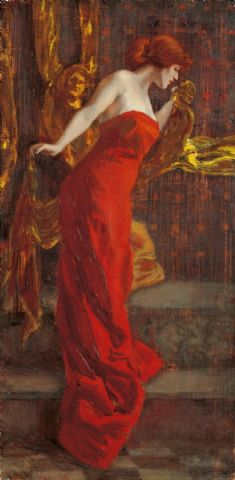
Julia
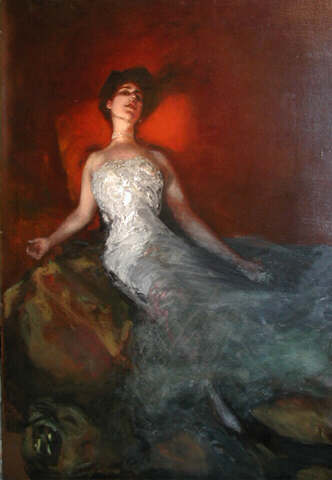
Ende des Abends
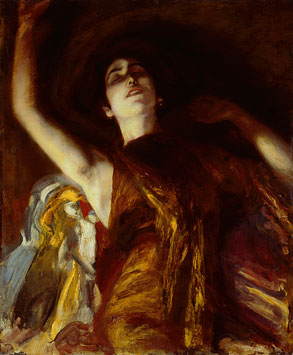
Cassandra (Gisela von Wehner)
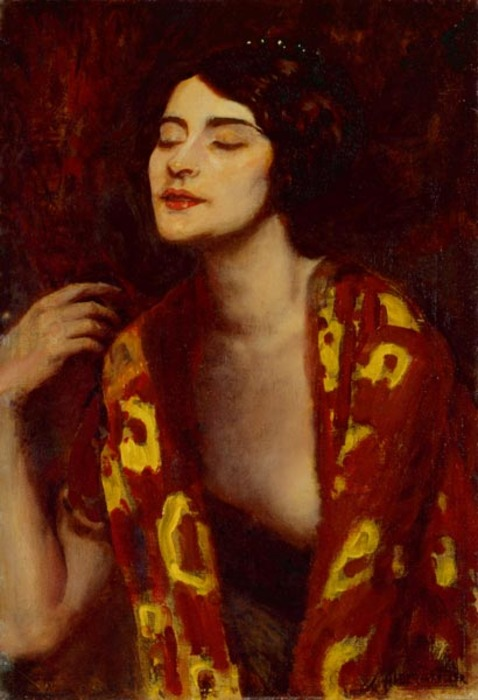
In Erwartung (Gisela von Wehner)
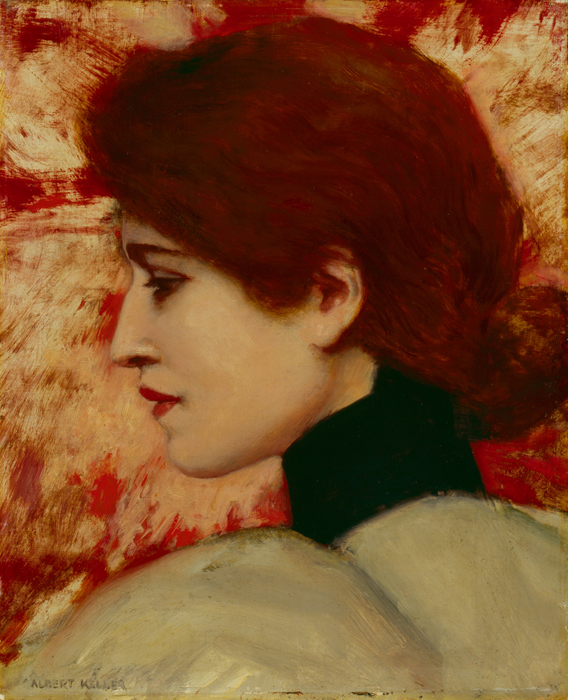
Lily Disgeistes
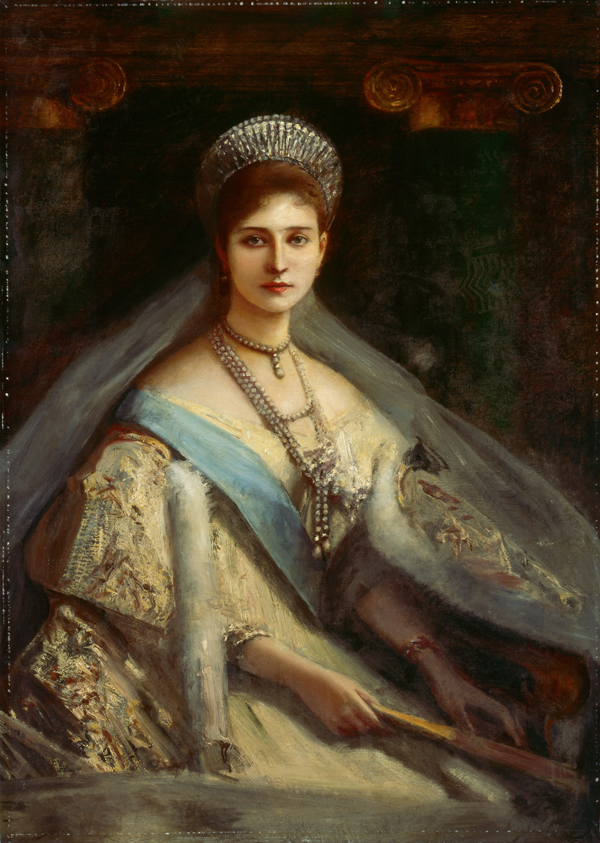
Zarin Alexandra Fjodorowna von Russland
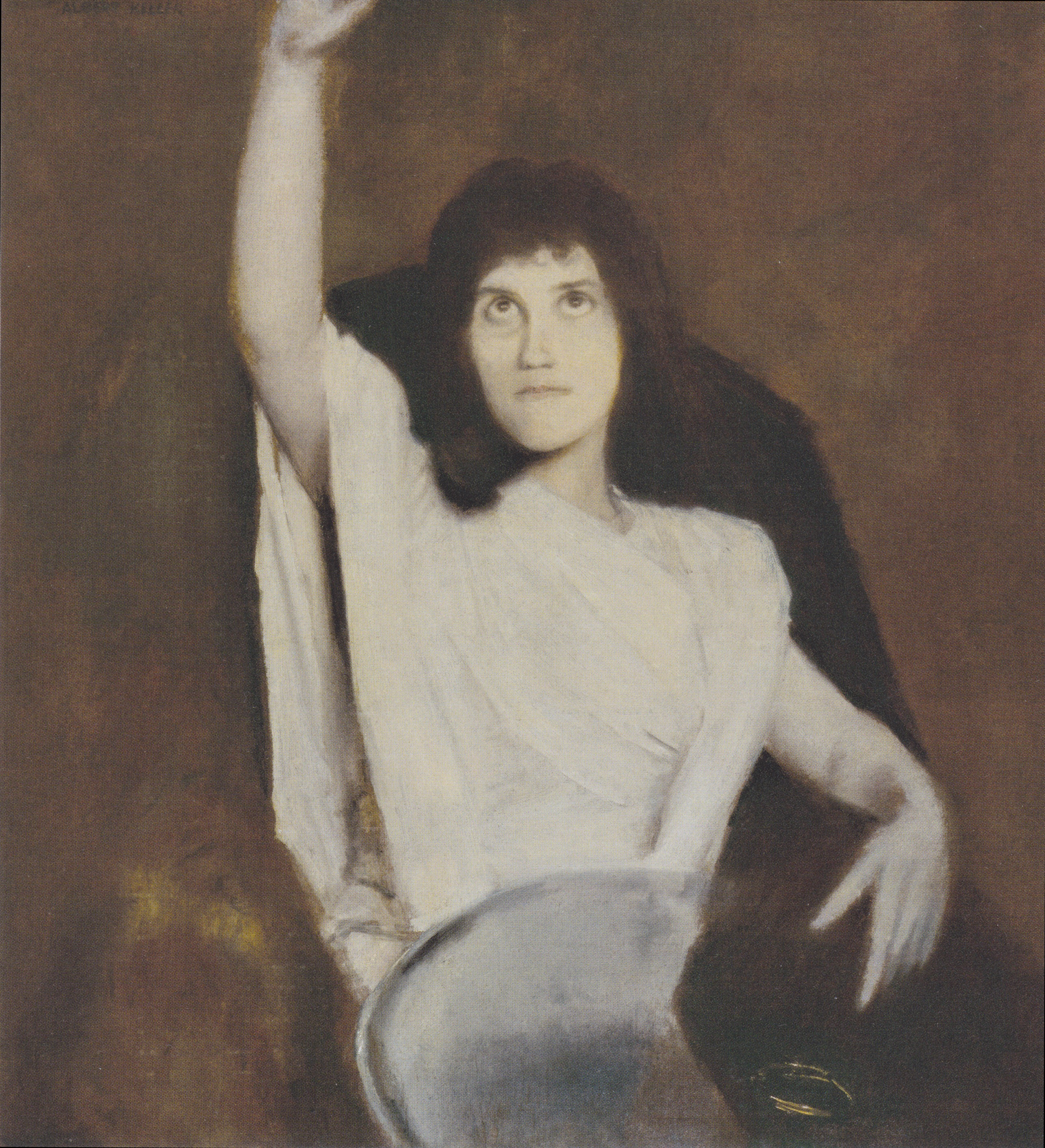
Spiritistischer Apport eines Bracelets
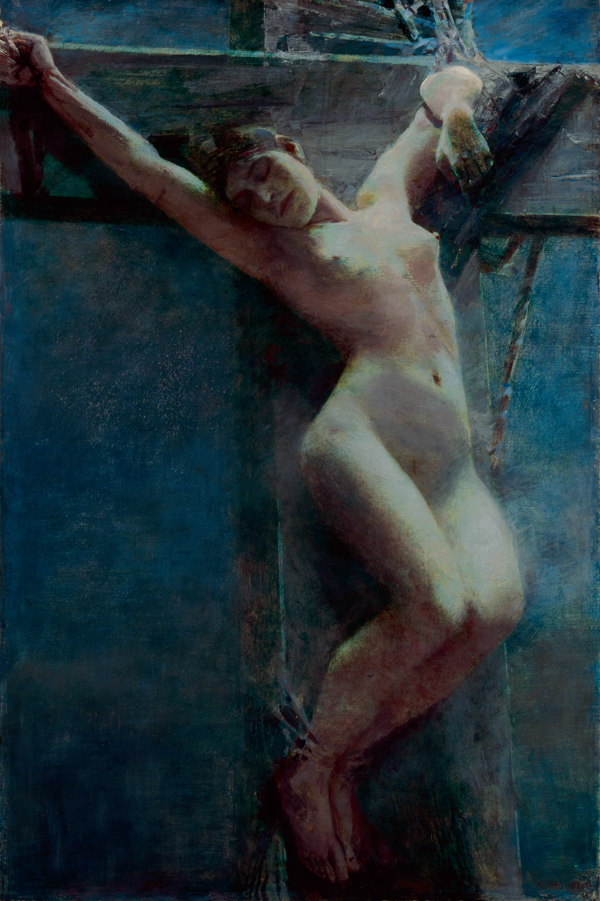
Im Mondschein
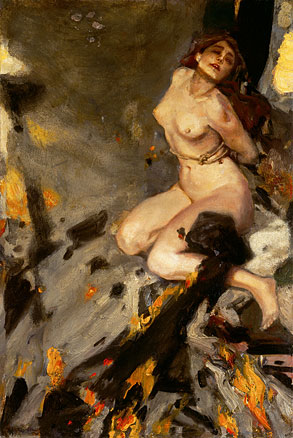
Höllenfahrt, 1912
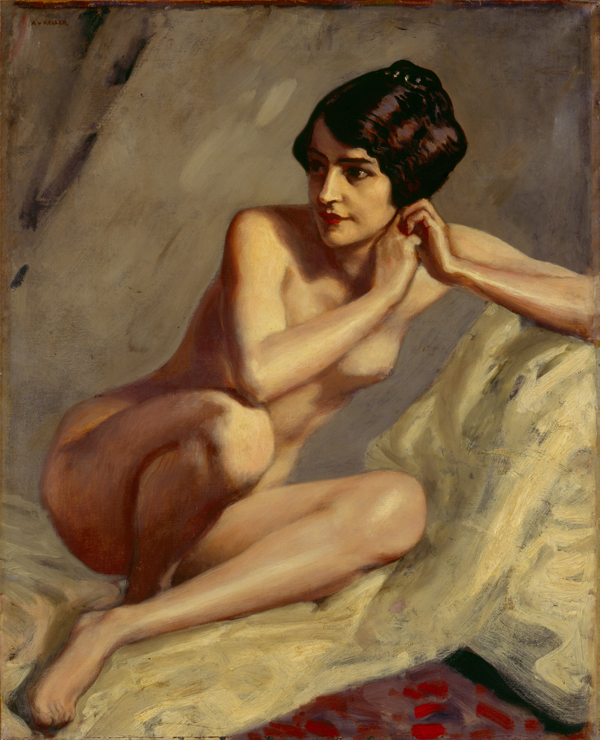
Kauernder Akt (Gisela von Wehner)